# House Party (programma televisivo)
House Party è stato un programma televisivo italiano di genere varietà, trasmesso in prima serata da Canale 5 dal 14 al 21 dicembre 2016, prodotto dalla Fascino PGT di Maria De Filippi.
La trasmissione aveva la particolarità di essere condotta in ciascuna delle 3 puntate da una coppia di conduttori differente. La De Filippi è accompagnata da Sabrina Ferilli e Francesco Totti.

## Edizione
| Edizione | Periodo          | Periodo          | Puntate |
| Edizione | Inizio           | Fine             | Puntate |
| -------- | ---------------- | ---------------- | ------- |
| 1        | 14 dicembre 2016 | 21 dicembre 2016 | 3       |

## Format
Il programma è ambientato in un bed & breakfast realizzato nello Studio 15 di Cinecittà, all'interno del quale in ciascuna puntata una coppia di personaggi del mondo dello spettacolo si racconta attraverso storie e aneddoti intervistando anche alcuni ospiti speciali che vengono quindi "ospitati" dai "padroni di casa". Nel cast è presente anche un corpo di ballo, con la funzione di personale domestico e governante. La direzione artistica del programma è stata affidata a Giuliano Peparini.
La proprietaria del bed & breakfast è la ballerina Tamara Fernando, la cui caratteristica principale è quella di non parlare mai e spezzare il ritmo della trasmissione utilizzando un fischietto per dare gli ordini al suo personale di domestici, i cosiddetti House Troopers, interpretati dai membri del corpo di ballo di Giuliano Peparini (fra i quali Mehdi Baki e il ballerino e attore dodicenne Samuele Segreto).

## Ascolti
| Puntata | Messa in onda    | Telespettatori | Share  | Conduttori                         | Ospiti |
| ------- | ---------------- | -------------- | ------ | ---------------------------------- | --- |
| 1       | 14 dicembre 2016 | 4 304 000      | 22,14% | Maria De Filippi e Sabrina Ferilli | Francesco Totti, Francesco De Gregori, Fiorella Mannoia, Valeria Marini, Enzo Iacchetti, Giorgio Panariello, Roberto Saviano, Gianni Morandi, Edoardo Leo, Dino Abbrescia, Patrick Dempsey, Emma Marrone, Elisa, Alessandra Amoroso, Michela Andreozzi, Daniela Terreri, Veronica Pivetti, Stefano De Martino |
| 2       | 18 dicembre 2016 | 3 749 000      | 17,86% | Michelle Hunziker e Il Volo        | Alessandro Del Piero, Giancarlo Giannini, Gianna Nannini, Alessandro Siani, Mario Biondi, Vincenzo Salemme, Salvatore Esposito, Benji & Fede, Enzo Iacchetti, Dino Abbrescia, Massimo Bagnato, Gabibbo, Shari Noioso                                                                                          |
| 3       | 21 dicembre 2016 | 3 519 000      | 16,21% | Gerry Scotti e Laura Pausini       | Teo Mammucari, Luca Argentero, Fabrizio Pausini (padre di Laura Pausini), Sergio Castellitto, Geppi Cucciari, Rupert Everett, Dino Abbrescia, Riccardo Rossi |
| Media   | Media            | 3 857 000      | 18,74% |                                    | |